# Tjipee Murangi
Tjipee Murangi ist ein namibischer Straßenradrennfahrer.
Tjipee Murangi wurde 2006 jeweils Dritter bei den namibischen Eintagesrennen Nedbank Cycle Classic und Namibian Cycle Classic. In der Saison 2008 belegte er bei der nationalen Meisterschaft den zweiten Platz im Straßenrennen hinter Dan Craven. 2009 wurde Murangi Dritter beim Nedbank Cycle Classic und er wurde in Okahandja namibischer Meister im Straßenrennen.

## Erfolge
2009
- Namibischer Meister – Straßenrennen